# Asgård
 Denne artikel omhandler Asgård hvor guderne bor. Opslagsordet har også en anden betydning, se Asgård-arkebakterier.
I nordisk mytologi er Asgård den verden hvor guderne (både aser og vaner) bor. Udenom Asgård ligger Midgård og Udgård (Jotunheim).
Indgangen fra Midgård til Asgård er over regnbuen Bifrost, der bliver bevogtet af Heimdal.
| Nordisk mytologi | Spire Denne artikel om nordisk religion og mytologi er en spire som bør udbygges. Du er velkommen til at hjælpe Wikipedia ved at udvide den. |